# ساوثهامبتون

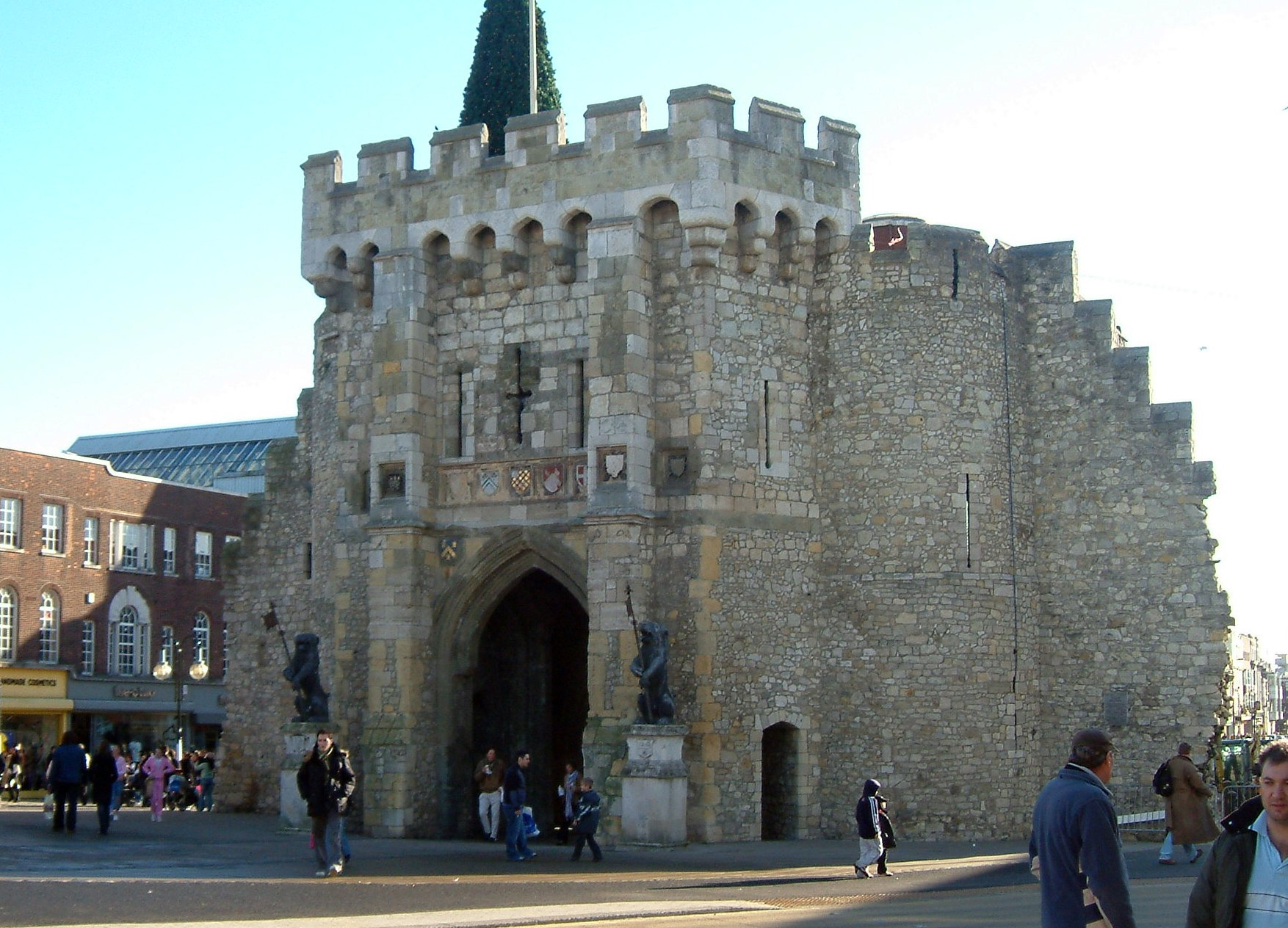
بوابة بارجايت

سَاوثهامْبتون مدينة وميناء رئيسي في هامبشاير بإنجلترا. تقع عند مصب نهر تست في القناة الإنجليزية وهي أكبر مدن منطقة ساوثهامبتون. يبلغ عدد سكانها 254,275 نسمة آخر إحصائية صدرت عام 2016. وتنتشر أحواض السفن على طول سواحلها. وهي مركز لشحن البضائع، وللسفر بحرًا بين إنجلترا وقارة أوروبا. من الأنشطة الأخرى فيها: بناء وإصلاح السفن، وصناعات الهندسة الكهربائية، وإنتاج قطع غيار السيارات، وتصنيع التبغ. من معالم ساوثامبتون عدد من مباني العصور الوسطى والبَارْجيت، وهو جزء من سور كان يحيط بالمدينة في العصور الوسطى.
وقد أقام الرومان ساوثهامبتون بعد غزوهم لبريطانيا في الأربعينيات من القرن الأول الميلادي. وأصبحت بعد ذلك ميناءً رئيسيًا في العصور الوسطى. وفي عام 1415م، قام الملك هنري الخامس بتجميع جيشه في ساوثامبتون قبل العبور إلى فرنسا لخوض معركة أجِينكُور.
من تلك المدينة بدأت السفينة مايْفلاوَر رحلتها حاملة المهاجرين إلى أمريكا الشمالية عام 1620م.

## التأريخ

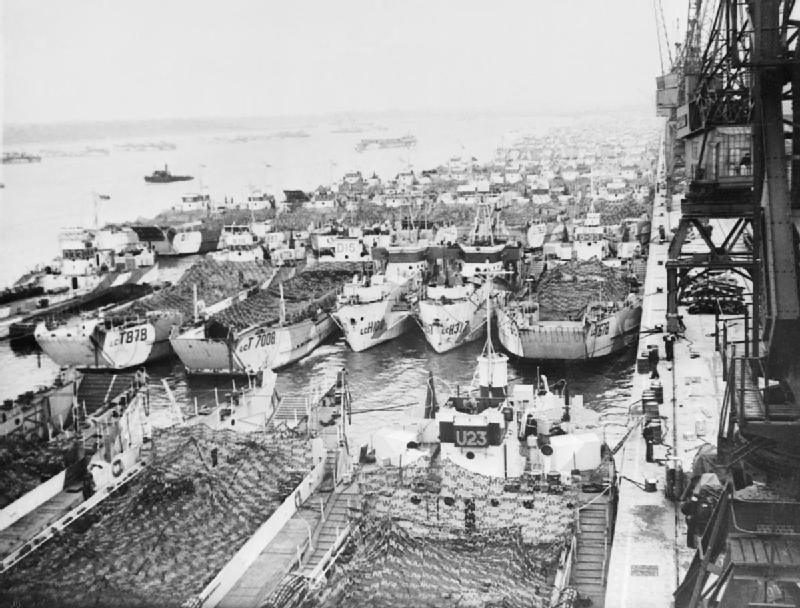
مرسى ميناء ساوثهامبتون

تعرضت كغيرها من المدن الإنكليزية إلى دمار كبير أثناء الحرب العالمية الثانية.
تشير الاكتشافات الأثرية إلى أن المنطقة كانت مأهولة بالسكان منذ العصر الحجري. وفي أعقاب الغزو الروماني لبريطانيا في 43 ميلادية واستيلاء البريطانيين المحليين في عام 70 بعد الميلاد تم تأسيس مستوطنة Clausentum التي يُعتقد أنها أساس مدينة ساوثهامبتون.
وبعد غزو نورمان في عام 1066 ، أصبحت ساوثامبتون ميناء عبور رئيسي بين عاصمة إنجلترا آنذاك وينشستر ونورماندي. بنيت قلعة ساوثامبتون في القرن الثاني عشر  وبقايا أحياء منازل القرن الثاني عشر مثل بيت الملك جون وقصر كانوت هي دليل على الثروة التي كانت موجودة في البلدة في هذا الوقت. بحلول القرن الثالث عشر، أصبحت ساوثامبتون ميناءًا رائدًا، لا سيما في استيراد النبيذ الفرنسي مقابل القماش الإنجليزي والصوف. 

## التعليم
تضم مدينة ساوثهابمتون جامعتين هي :
- جامعة ساوثهامبتون التي تأسست في عام 1892.
- جامعة سولنت.

## الأماكن الأثرية

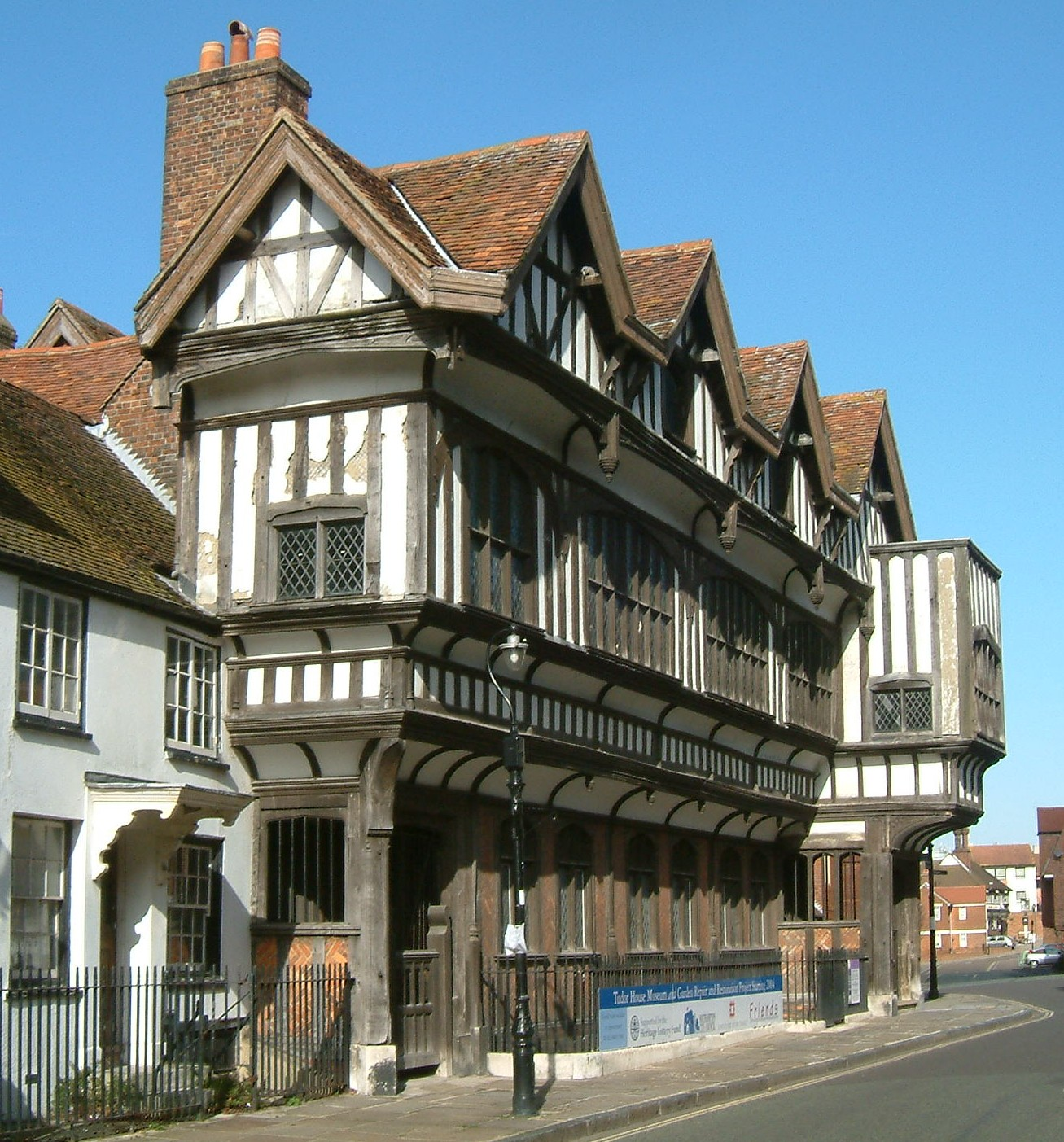
متحف منزل تيدور

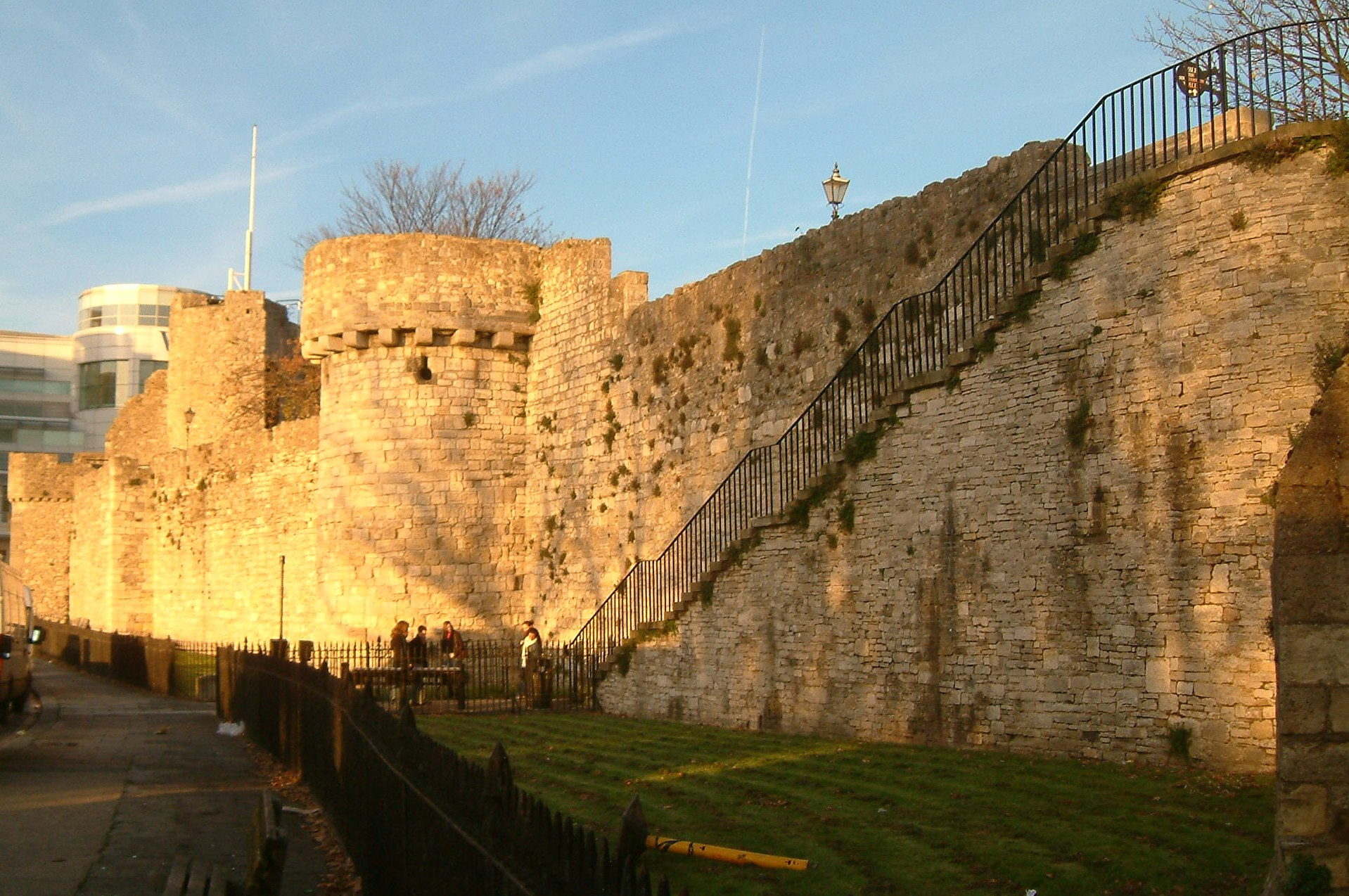
جدار المدينة في ساوثهامبتون والذي يعود للقرون الوسطى

تضم ساوثهامبتون أطول جدار في إنجلترا من العصور الوسطى بالإضافة إلى عدد من المتاحف مثل متحف منزل تيدور وبرج منزل الرب ومتحف المدينة البحري.

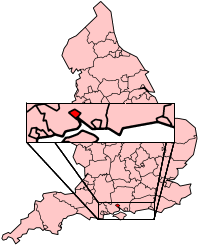
موقع مدينة هنتونة

## توأمة
لساوثهامبتون اتفاقيات توأمة مع كل من:
- لو هافر [13]
- كالينينغراد [13]
- ترييستي
- كاليش
- هامبتون

## أعلام
- كريغ دايفد
- خوان مانويل دي روساس
- جيمس جونز
- ريتشارد كونسبيرغ
- ويليام شامبين
- ريتشارد بارثلميس
- علي شريعتي
- واين بريدج
- جون إيفرت ميليه
- بيني هيل